# Барч
Барч (мађ. Barcs, хрв. Barča) град је у Мађарској. Барч је један од важнијих градова у оквиру жупаније Шомођ.
Барч је имао 11.699 становника према подацима из 2009. године.

## Географија
Град Барч се налази у југозападном делу Мађарске, на самој граници са Хрватском. Од престонице Будимпеште град је удаљен око 260 километара југозападно. Град се налази у западном делу Панонске низије, на реци Драви, која је истовремено и државна граница. Надморска висина града је око 110 m.

## Историја
Током Другог светског рата фашистичке власти Мађарске, које је предводио Миклош Хорти, у Барчу су направили концентрациони логор, где су утамничили више хиљада Срба, са подручија Барање и Бачке, односно окупураних делова Дунавске бановине Краљевине Југославије.

## Становништво
По процени из 2017. у граду је живело 10.667 становника.
| 1990.  | 2001.  | 2011.  | 2017.  |
| ------ | ------ | ------ | ------ |
| 12.326 | 12.316 | 11.420 | 10.667 |

## Галерија
- Остаци палате Барч

## Партнерски градови
- Зинсхајм
- Одорхеју Секујеск
- Вировитица
- Жељезовце